# Gabbiella stanleyi
Gabbiella stanleyi é uma espécie de gastrópode  da família Bithyniidae.
É endémica do Malawi.
Os seus habitats naturais são: lagos de água doce.